# Campakasari (Bojonggambir)
Campakasari is een bestuurslaag in het regentschap Tasikmalaya van de provincie West-Java, Indonesië. Campakasari telt 4415 inwoners (volkstelling 2010).